# Sicilia (provincie romană)

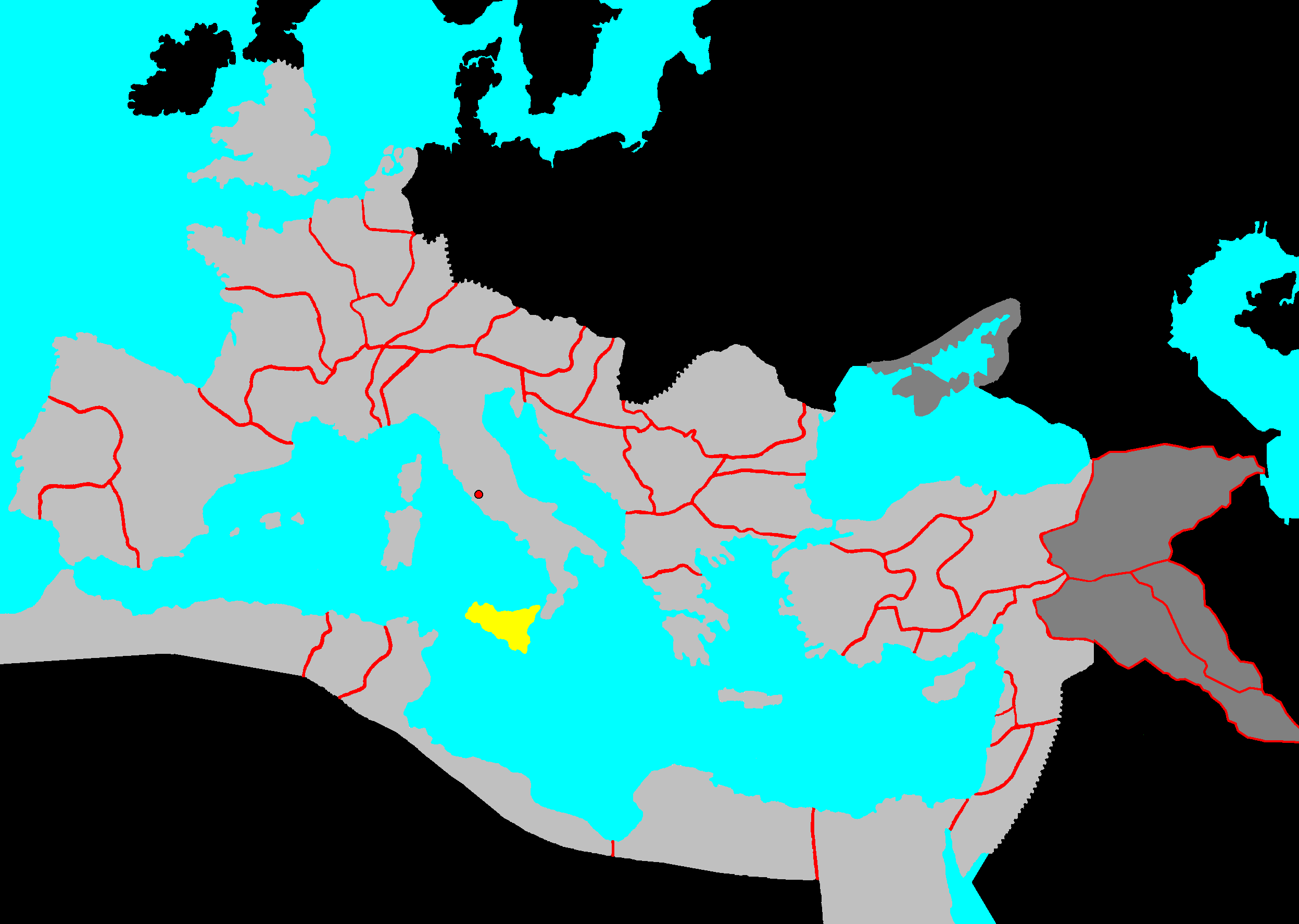
Provincia Sicilia în cadrul Imperiului Roman.

Sicilia era numele dat primei provincii obținute de Republica Romană, organizată în 241 î.Hr. ca un teritoriu proconsular, în urma primului război punic cu Cartagina.
În următoarele șase secole, Sicila a fost o provincie a Republicii Romane și a Imperiului Roman. Era o provincie proeminent agrară, fiind principala sursă de aprovizionare cu grâne a orașului Roma. Imperiul nu a depus eforturi semnificative pentru romanizarea regiunii, care a rămas predominant greacă. Cel mai important eveniment a constat în erorile celebre de guvernare ale lui Verres, așa cum au fost văzute ele de Cicero în 70 î.Hr. în orațiunea sa, In Verrem.
În ciuda neglijării ei, Sicilia și-a adus contribuția la cultura romană, prin istoricii Diodorus Siculus și Calpurnius Siculus. Cele mai cunoscute artefacte din această perioadă sunt mozaicurile vilei unui aristocrat în Piazza Armerina de astăzi (Villa Romana del Casale).
Tot în această perioadă, în Sicilia se dezvoltă una dintre primele comunități creștine. Printre primii martiri creștini se numără sicilienii Sfânta Agata din Catania și Sfânta Lucia din Siracuza. 
În 440, Sicilia a fost ocupată de regele vandal Genseric. 